# The Understanding Heart
The Understanding Heart (bra: Coração Compatível) é um filme mudo estadunidense de 1927, do gênero aventura e drama, dirigido por Jack Conway, e estrelado porJoan Crawford, Carmel Myers, Rockliffe Fellowes e Francis X. Bushman, Jr. O roteiro de Edward T. Lowe, Jr. foi baseado no romance homônimo de Peter B. Kynes.

## Sinopse
O guarda florestal Bob Mason (Rockliffe Fellowes) mata um homem em legítima defesa. Kelcey Dale (Carmel Myers), por quem Bob é apaixonado, comete perjúrio e faz com que ele seja condenado pelo assassinato. Bob consegue escapar da prisão e começa a ser protegido pela irmã de Kelcey, Monica Dale (Joan Crawford).

## Elenco
- Joan Crawford como Monica Dale
- Carmel Myers como Kelcey Dale
- Rockliffe Fellowes como Bob Mason
- Francis X. Bushman, Jr. como Tony Garland
- Richard Carle como Xerife Bentley
- Jerry Miley como Bardwell
- Harvey Clark como Tio Charlie

## Produção
O filme apresenta cenas de incêndios que foram utilizadas no filme "The Fire Brigade" (1926).

## Recepção

### Bilheteria
De acordo com os registros da Metro-Goldwyn-Mayer, o filme arrecadou US$ 427.000 nacionalmente e US$ 109.000 no exterior, totalizando US$ 536.000 mundialmente. O retorno lucrativo da produção foi de US$ 288.000.

## Preservação
Uma impressão do filme foi preservada pela Metro-Goldwyn-Mayer.